# General Dynamics Electric Boat
General Dynamics Electric Boat (GDEB) je americká loděnice specializující se na stavbu ponorek. Nachází se v Grotonu ve státě Connecticut. Navrhuje, staví a provádí údržbu a modernizaci jaderných ponorek amerického námořnictva. V roce 2023 měla loděnice 21 000 zaměstnanců. Loděnice GDEB je součástí amerického koncernu General Dynamics. V jeho námořní divizi General Dynamics Marine Systems je společně s loděnicí Bath Iron Works, zaměřenou na torpédoborce a loděnicí National Steel and Shipbuilding Company (NASSCO), která staví zejména pomocné a podpůrné lodě. Jejich akvizice proběhla v letech 1995 a 1998.

## Historie

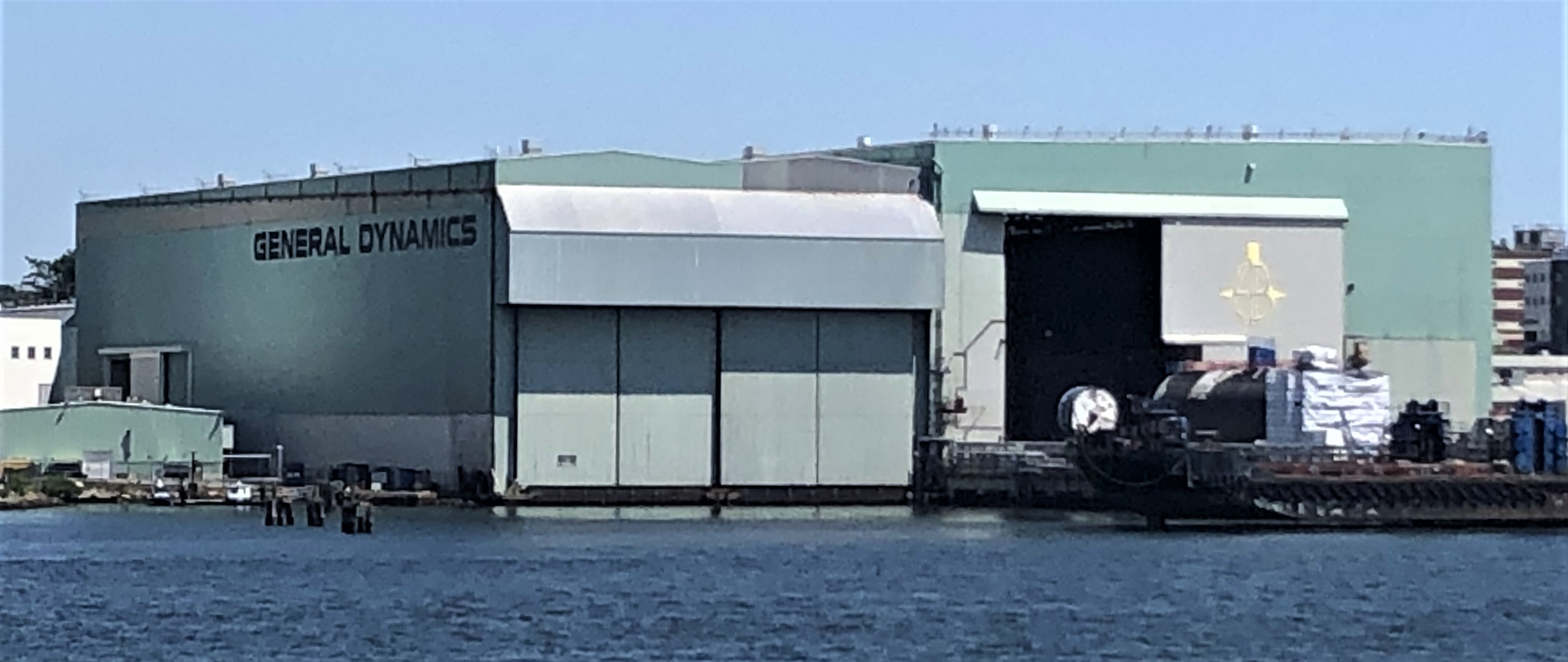
Loděnice General Dynamics Electric Boat

Tradice společnosti GDEB sahá až do konce 19. století. Vynálezce moderní ponorky John Philip Holland roku 1893 v New Yorku založil společnost Holland Torpedo Boat Company. V roce 1899 Holland a podnikatel Isaac Rice navázali obchodní partnerství a jejich společnost se dále rozvíjela pod názvem Electric Boat Company. Roku 1900 loděnice dokončila první americkou ponorku USS Holland (SS-1). V roce 1911 se podnikání společnosti rozšířilo do Grotonu, který se stal jejím hlavním sídlem. Společnost se stala významným dodavatelem ponorek pro americké námořnictvo i pro export. Za druhé světové války kromě ponorek dodala také 385 torpédových člunů PT, označených ELCO.
V roce 1946 koupila kanadského leteckého výrobce Canadair, aby tak rozšířila svou výrobní nabídku. Protože její dosavadní název již zcela nekorespondoval s výrobním portfoliem, společnost byla roku 1952 přejmenována na General Dynamics. V roce 1954 loděnice dokončila historicky první jadernou ponorku USS Nautilus (SSN-571) a v roce 1959 dokončila první americkou raketonosnou ponorku USS George Washington (SSBN-598). V 70. letech se společnost rozšířila o druhou loděnici v lokalitě Quonset Point ve státě Rhode Island.

## Plavidla (výběr)

### Jaderné útočné ponorky

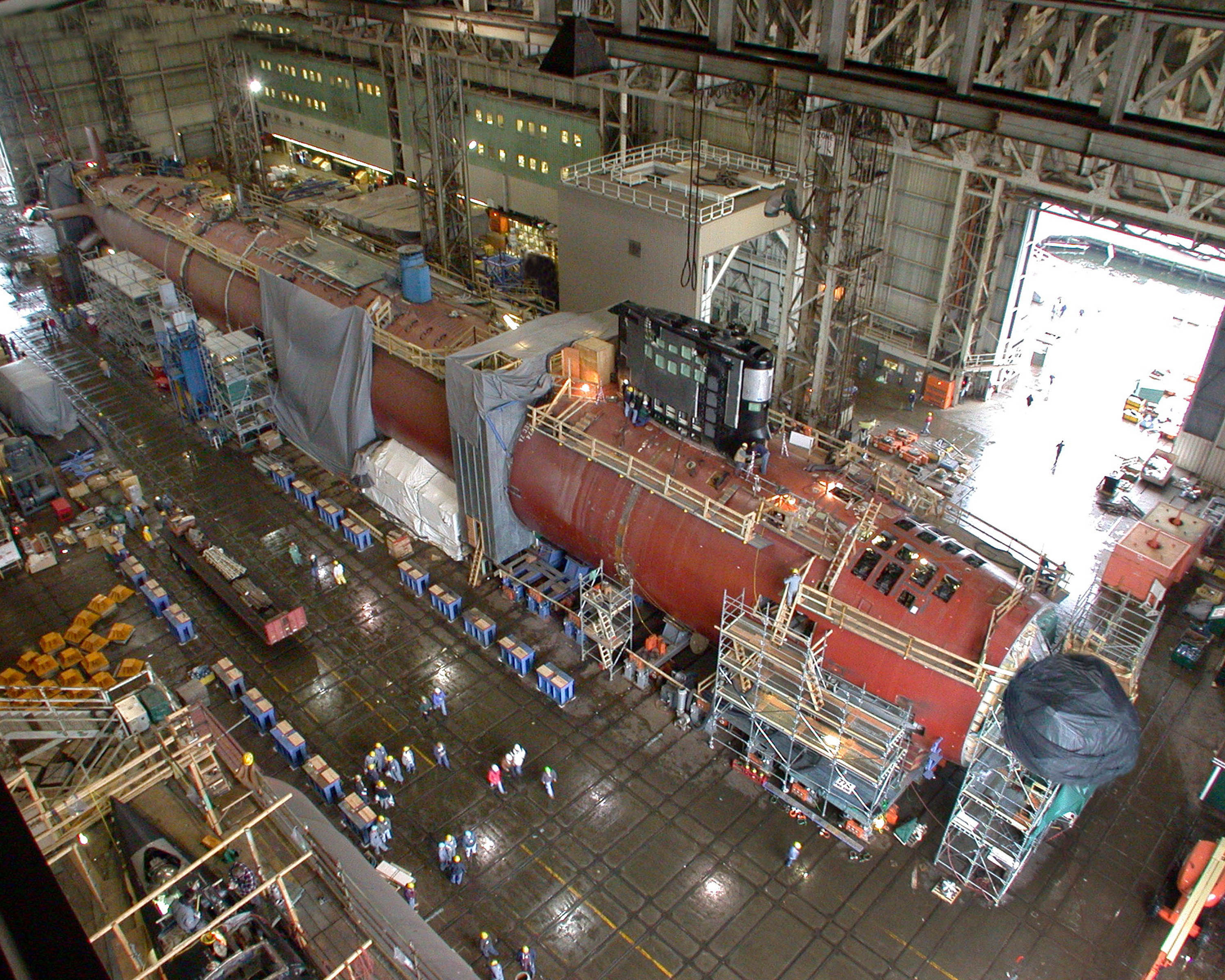
Rozestavěná jaderná útočná ponorka USS Virginia (SSN-774) v prostorách loděnice General Dynamics Electric Boat

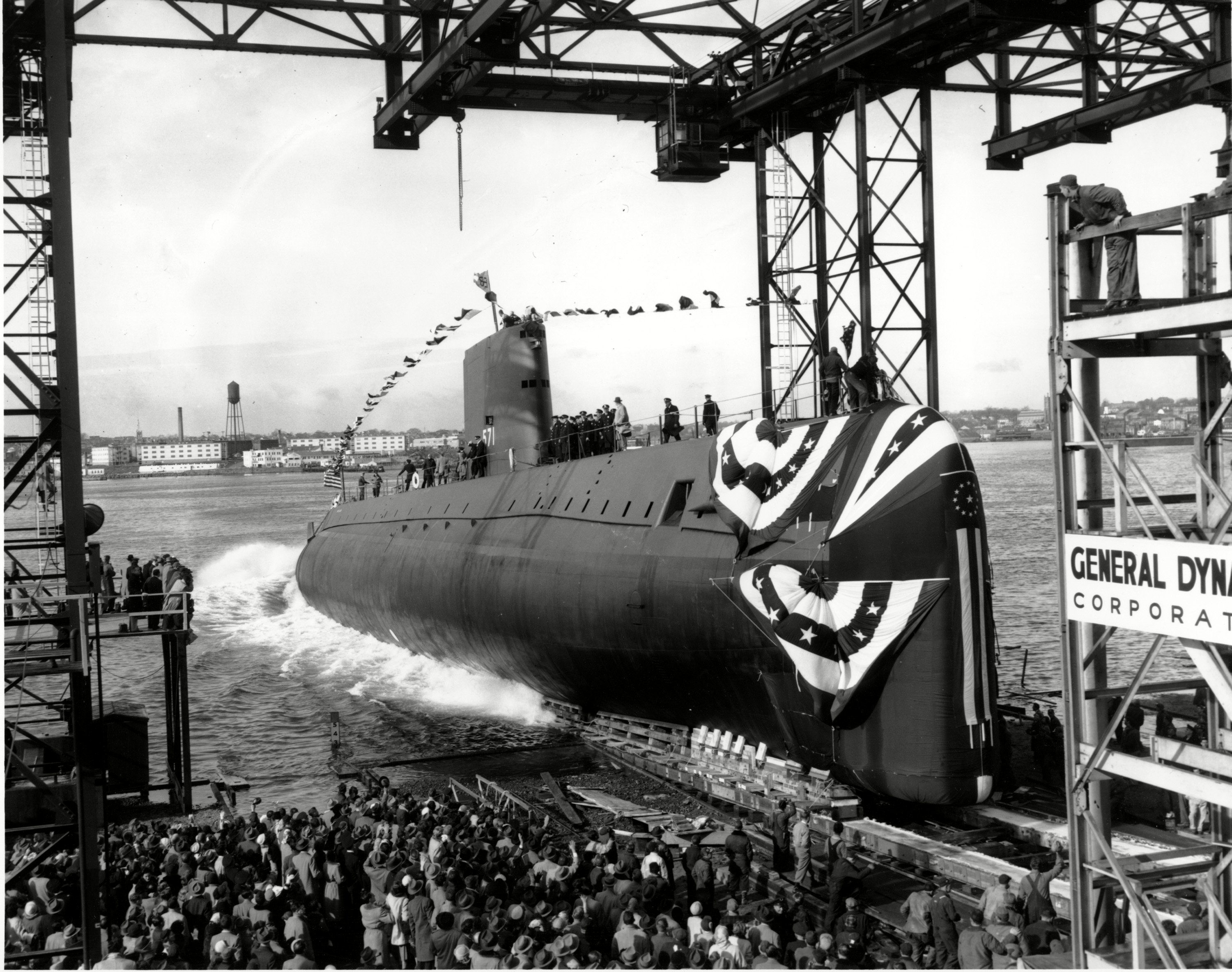
Spuštění první jaderné ponorky USS Nautilus (SSN-571)

- Třída Virginia (19 ks, včetně objednaných, ale do roku 2023 nedokončených)
- Třída Seawolf (3 ks)
- Třída Los Angeles (32 ks)
- USS Glenard P. Lipscomb (SSN-685)
- USS Narwhal (SSN-671)
- Třída Sturgeon (13 ks)
- Třída Thresher (3 ks)
- USS Tullibee (SSN-597)
- Třída Skipjack (2 ks)
- Třída Skate (1 ks)
- USS Seawolf (SSN-575)
- USS Nautilus (SSN-571)

- USS Triton (SSRN-586)

### Jaderné raketonosné ponorky
- Třída Columbia (2 ks)
- Třída Ohio (18 ks)
- Třída Benjamin Franklin (6 ks)
- Třída James Madison (3 ks)
- Třída Lafayette (4 ks)
- Třída Ethan Allen (2 ks)
- Třída George Washington (2 ks)

### Konvenční ponorky
- USS Darter (SS-576)
- Třída Tang (3 ks)
- Třída Barracuda (1 ks)
- Třída Tench (3 ks)
- Třída Balao (40 ks)
- Třída Gato (41 ks)
- Třída Lobo (4 ks) – Peru
- Třída Mackerel (1 ks)
- Třída Tambor (6 ks)
- Třída Sargo (5 ks)
- Třída Salmon (3 ks)
- Třída Perch (3 ks)
- Třída Shark (2 ks)
- Třída Cachalot (1 ks)
- Třída B (6 ks) – Norsko
- Třída S (návrh)
- Třída R (4 ks) – Peru
- Třída O (návrh
- Třída N (návrh)
- Třída AA-1 (návrh)
- USS M-1 (návrh)
- Třída L (návrh)
- Třída K (návrh)

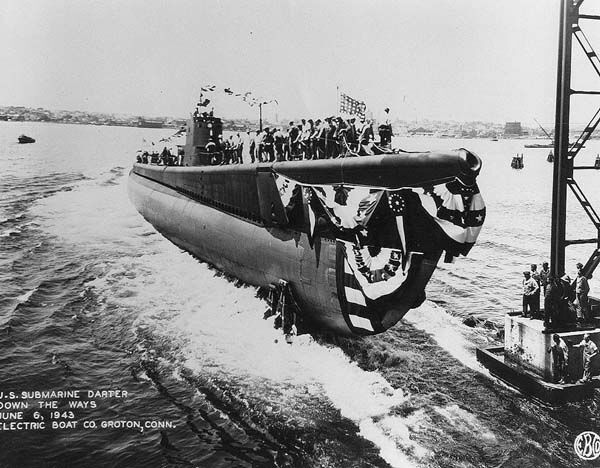
Spuštění ponorky třídy Gato USS Darter (SS-227)

- Třída H (návrh, typ Ponorka Holland 602)
- Třída F (návrh)
- Třída E (návrh)
- Třída D (návrh)
- Třída C (návrh)
- Třída B (návrh)
- Třída A (návrh)
- Třída Holland (návrh) – Velká Británie
- USS Holland

### Ostatní

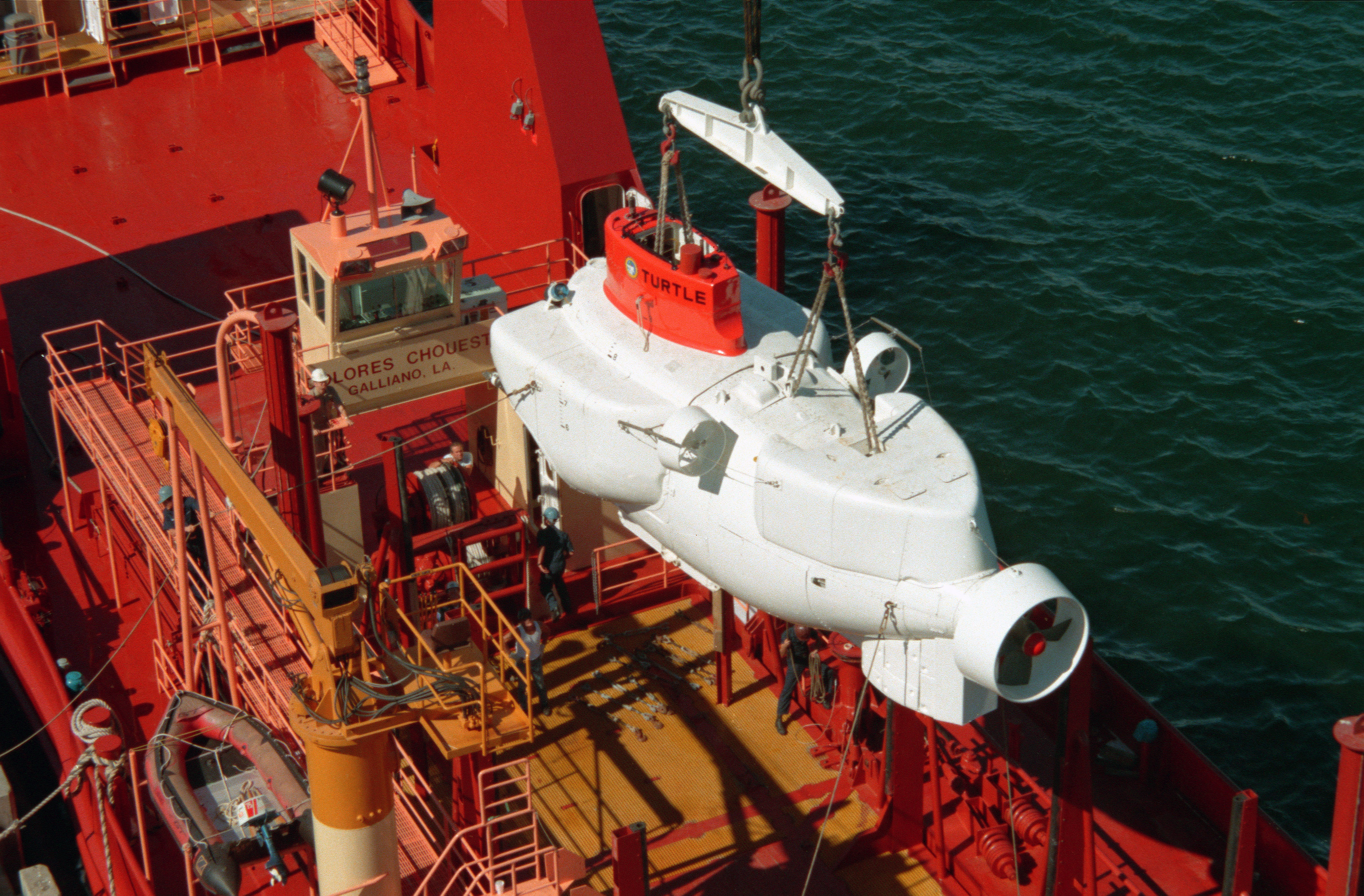
Turtle (DSV-3)

- Turtle (DSV-3)
- Sea Cliff (DSV-4)
- NR-1 – jaderná výzkumná